# ميلتون فلوريس
ميلتون فلوريس (بالإسبانية: Milton "Chocolate" Flores)‏ (5 ديسمبر 1974 في هندوراس - 19 يناير 2003 بسان بيدرو سولا في هندوراس) هو لاعب كرة قدم هندوراسي في مركز حراسة المرمى. شارك مع منتخب هندوراس لكرة القدم. أما مع النوادي، فقد لعب مع ريال إسبانيا.

## وصلات خارجية
- ميلتون فلوريس على موقع الاتحاد الدولي (مؤرشف)  (الإنجليزية)
- ميلتون فلوريس على موقع قاعدة بيانات كرة القدم.إي يو (الإنجليزية)
- ميلتون فلوريس على موقع ناشيونال فوتبول تيمز (الإنجليزية)